# غيماسوترا
غيماسوترا مطور الألعاب (المعروف باسم Gamasutra حتى عام 2021) هو موقع ويب تم إنشاؤه في عام 1997 ويركز على جوانب تطوير ألعاب الفيديو. إنها مملوكة ومدارة من قبل شركة انفورما وكانت بمثابة المنشور الشقيق عبر الإنترنت للمجلة المطبوعة مطور الألعاب قبل إغلاق المجلة في عام 2013.

## الأقسام
لموقع مطور الألعاب خمس أقسام رئيسية وهي:
1. الأخبار: حيث يتم نشر الأخبار اليومية.
2. الميزات: حيث يقوم المطورون باستعراض ما بعد اللعبة والمقالات النقدية.
3. المدونات: حيث يمكن للمستخدمين نشر أفكارهم ووجهات نظرهم حول مواضيع مختلفة.
4. الوظائف/السيرة الذاتية: حيث يمكن للمستخدمين التقديم لشغل وظائف مفتوحة في استوديوهات التطوير المختلفة.
5. المقاولون: حيث يمكن للمستخدمين التقديم على الأعمال المتعاقد عليها.[3]

يمكن تصفية المقالات حسب الموضوع (الكل، وجهاز الألعاب/الكمبيوتر المكتبي للألعاب، اللعب الاجتماعي/عبر الإنترنت، الهاتف الذكي/ الجهاز اللوحي، العبة المستقلة، اللعبة الجادة) أو الفئة (البرمجة، الفن، الصوت، التصميم، الإنتاج، الأعمال/التسويق). هناك ثلاثة أقسام إضافية: متجر حيث يمكن شراء الكتب المتعلقة بتصميم الألعاب، وقسم آر إس إس حيث يمكن للمستخدمين الاشتراك في موجزات آر أس أس لكل قسم من أقسام الموقع، وقسم يرتبط بحساب منصة اكس الخاص بالموقع.

## وصلات خارجية
- الموقع الرسمي